# Kronbesitzungen

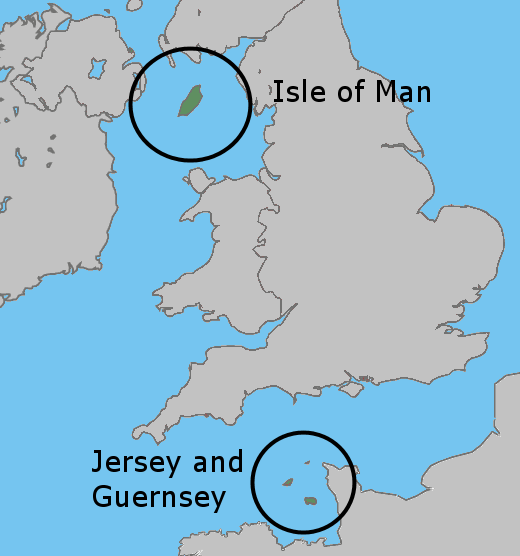
Lage der Isle of Man sowie der Inseln Jersey und Guernsey

Die Kronbesitzungen (englisch Crown dependencies, französisch Dépendances de la Couronne, Manx Croghaneyn-crooin) sind Gebiete, die direkt der britischen Krone unterstellt sind. In diese Kategorie fallen die Kanalinseln sowie die Isle of Man in der Irischen See. Diese sind weder ein Teil des Vereinigten Königreichs noch eine Kronkolonie, sondern gesonderte Rechtssubjekte. Dennoch galt bis zum EU-Austritt des Vereinigten Königreichs ein Teil des EU-Rechts auf den Inseln sowie auch das Zollrecht der Europäischen Zollunion.

## Kanalinseln

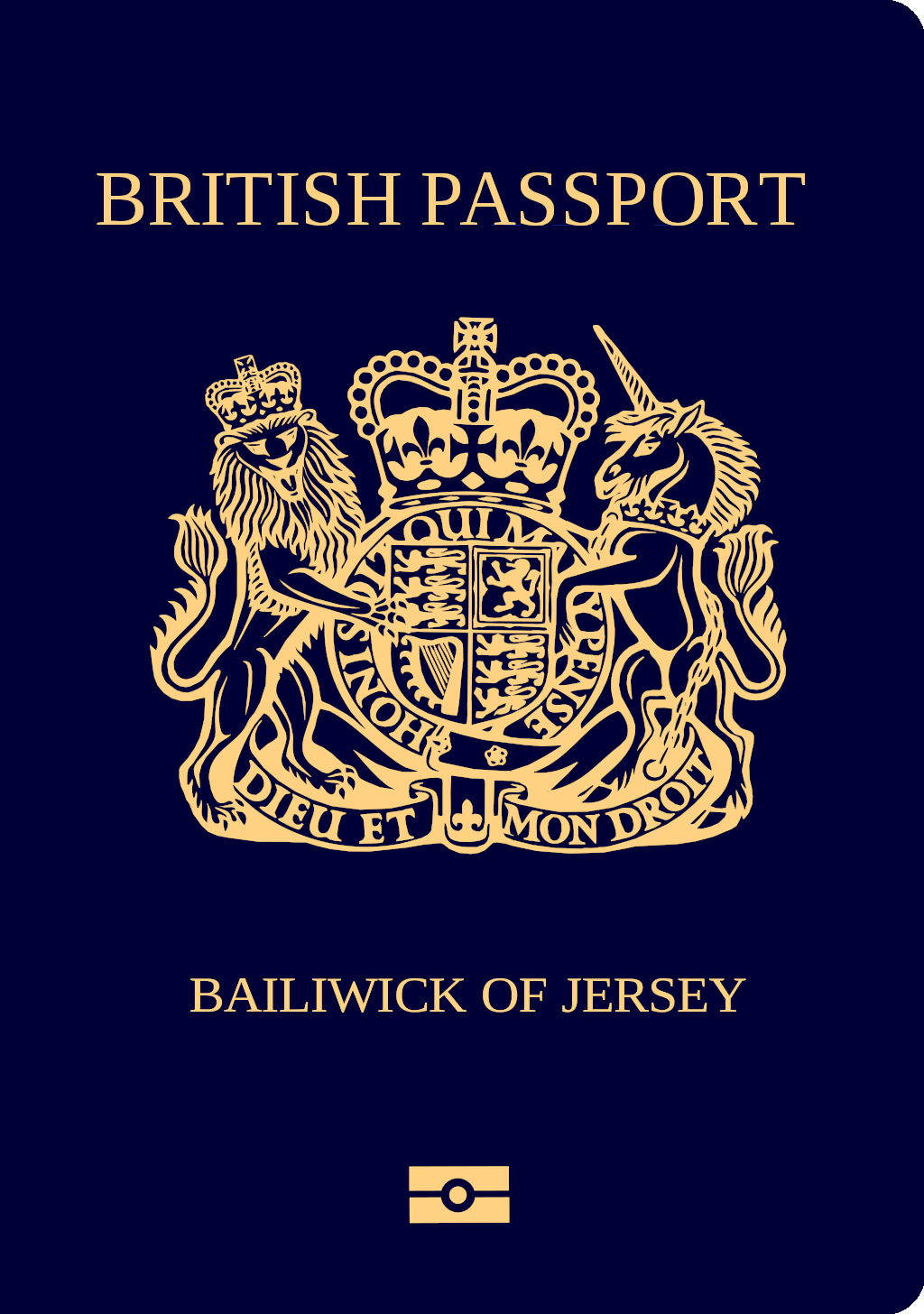
Reisepass von Jersey

Die Kanalinseln sind in zwei separate, selbstverwaltete Vogteien (englisch bailiwick) unterteilt:
- Bailiwick of Jersey, bestehend aus Jersey und einigen kleinen unbewohnten Inseln
- Bailiwick of Guernsey, bestehend aus Guernsey, Alderney, Herm, Sark und einigen weiteren Inseln

Beide Vogteien besitzen ein Parlament (französisch États, englisch States) und werden durch einen Amtmann (englisch bailiff) vertreten, der Vorsitzender des Parlaments und auch oberster Richter ist. Innerhalb der Bailiwick of Guernsey besitzen die Inseln Sark und Alderney nochmals weitreichende Autonomie. Sark ist ein Feudalstaat unter der Herrschaft der Seigneurs von Sark und besitzt ein demokratisches Parlament namens Chief Pleas. Alderney besitzt ebenfalls ein Parlament sowie einen gewählten Präsidenten. Politische Parteien haben auf den Kanalinseln nur geringe Bedeutung, weil die Kandidaten sich üblicherweise als Unabhängige zur Wahl stellen.
Sowohl Jersey als auch Guernsey geben eigene Banknoten und Münzen heraus. Diese sind in beiden Vogteien in freiem Umlauf, neben britischen Münzen und englischen bzw. schottischen Banknoten. Wie die schottischen Banknoten (für den Rest Großbritanniens) gelten sie in Großbritannien und Nordirland nicht als gesetzliches Zahlungsmittel, werden aber meistens trotzdem akzeptiert. Jede der Vogteien besitzt eine Postverwaltung, die eigene Briefmarken herausgibt.

## Isle of Man

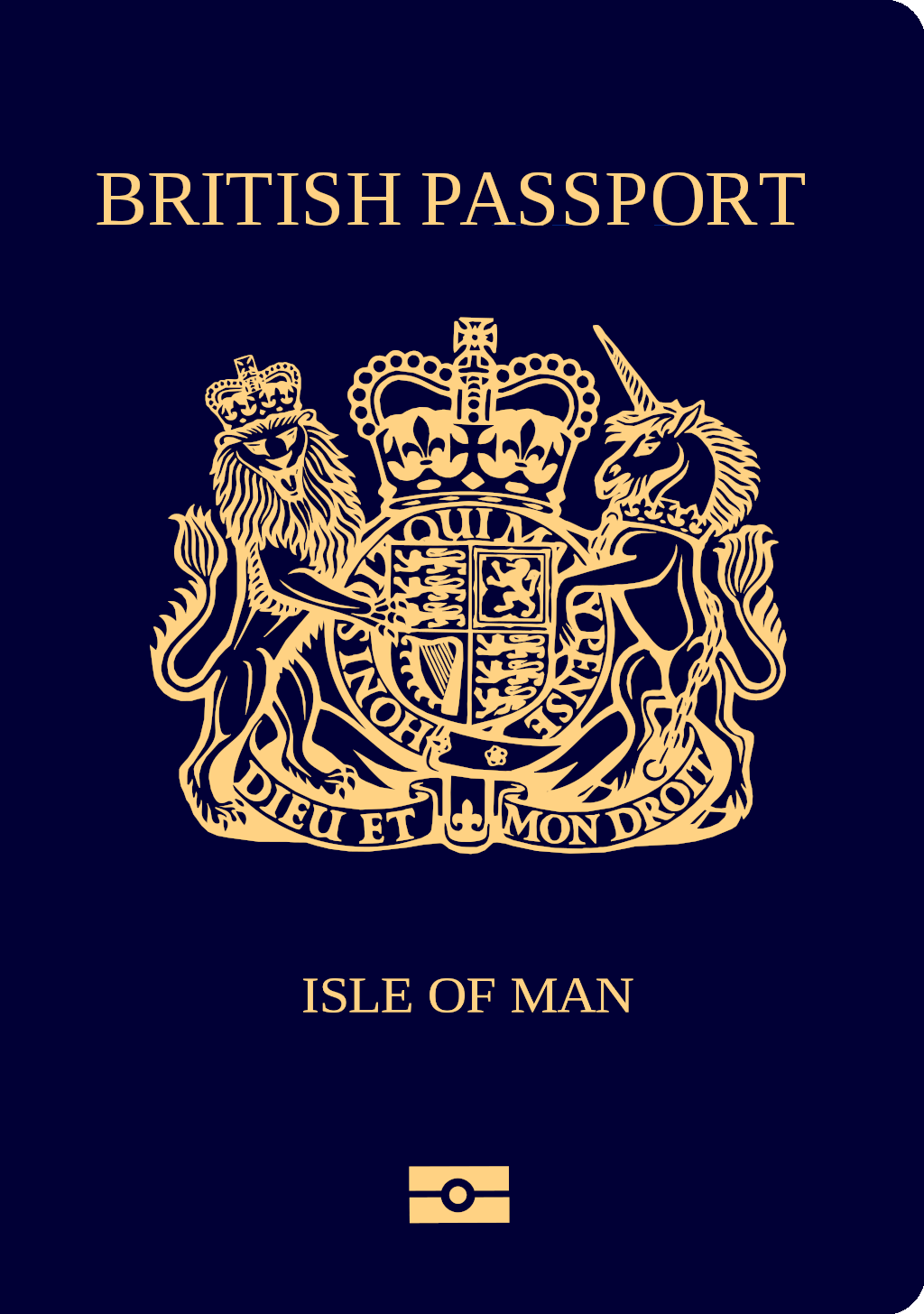
Reisepass der Isle of Man

Das Parlament der Isle of Man, der Tynwald, gilt als das älteste ununterbrochen existierende Parlament der Welt und kann bis auf das Jahr 979 zurückverfolgt werden. Es besteht aus zwei Kammern, dem direkt gewählten House of Keys und dem indirekt gewählten Legislative Council (Legislativrat). Es gibt keine politischen Parteien, sämtliche Kandidaten treten als Unabhängige zur Wahl an. Es gibt einen Ministerrat, der von einem Chief Minister angeführt wird.
Die Isle of Man gibt eigene Banknoten und Münzen, das Isle-of-Man-Pfund, heraus. Diese sind neben britischen Münzen und englischen bzw. schottischen Banknoten in freiem Umlauf. Sie gelten in Großbritannien und Nordirland nicht als gesetzliches Zahlungsmittel. Man muss die Banknoten in einer Bank umtauschen. Die Isle of Man besitzt eine Postverwaltung, die eigene Briefmarken herausgibt.

## Beziehungen zur Krone
933 wurden die Kanalinseln Teil des Herzogtums Normandie. 1066 eroberte Wilhelm der Eroberer England und wurde englischer König. Im Laufe der Jahrhunderte gingen alle Ländereien in Frankreich verloren und nur die Kanalinseln blieben im Besitz der Herzöge der Normandie.
Auf der Isle of Man herrscht der britische Monarch als Lord of Mann. Dieser Titel war im Besitz von norwegischen, schottischen und englischen Königen, danach von englischen Adligen. Seit 1765 steht der Titel dem britischen Monarchen zu.
In allen Kronbesitztümern wird der britische Monarch durch einen Vizegouverneur (englisch lieutenant governor) vertreten, doch dieses Amt ist fast ausschließlich zeremonieller Natur.

## Beziehungen zum Vereinigten Königreich
Die britische Regierung ist für Verteidigung und internationale Beziehungen zuständig; für Zoll und Einwanderung dagegen ist jede Insel selbst zuständig. Früher lag die Verantwortung über die Kronbesitztümer beim Innenministerium (Home Office), doch diese Aufgabe ging 2001 an das Departement des Lordkanzlers über, das heutige Justizministerium. Jedes Gesetz, das auf den Inseln erlassen wird, benötigt die Zustimmung des Privy Council (des Kronrats). Gesetze, die vom britischen Parlament erlassen werden, kommen auf den Kanalinseln und auf der Isle of Man üblicherweise nicht zur Anwendung, außer wenn dies ausdrücklich erwähnt wird. Es steht den Kronbesitztümern jedoch frei, ein im Vereinigten Königreich erlassenes Gesetz in das eigene Recht zu übernehmen.
Die Einwohner besitzen britische Pässe der „British Islands Bailiwick of Guernsey“, „British Islands Bailiwick of Jersey“ oder „British Islands Isle of Man“. Sie sind „British Citizens“ mit uneingeschränktem Einreise- und Aufenthaltsrecht im Vereinigten Königreich.
Die Inseln gehörten auch vor dem Austritt des Vereinigten Königreichs aus der Europäischen Union nicht zur EU und wurden völkerrechtlich aufgrund eines Geschäftsbesorgungsvertrages gegen Honorar vom britischen Außenministerium mitvertreten und gegebenenfalls auch von den britischen Streitkräften verteidigt.
Eine andere Auffassung vertrat der deutsche Bundesgerichtshof, der in einer Entscheidung vom 1. Juli 2002 (II ZR 380/00) zu § 110 der Zivilprozessordnung die Inseln dem Vereinigten Königreich und der Europäischen Union zurechnete („[…] Da J[ersey] als Bestandteil des Vereinigten Königreiches, wenn auch unter Beachtung seines verfassungsrechtlichen Sonderstatus zur Europäischen Union gehört, […]“).
Die Interessen der britischen Kanalinseln wurden durch das in Brüssel bei der EU-Kommission angesiedelte Channel Islands Brussels Office (CIBO) vertreten.